# Campeonato Mundial de Patinaje Artístico sobre Hielo de 2010
El C Campeonato Mundial de Patinaje Artístico se realizó en Turín (Italia) entre el 22 y el 28 de marzo de 2010 bajo la organización de la Unión Internacional de Patinaje sobre Hielo (ISU) y la Federación Italiana de Deportes de Hielo. 
Las competiciones se efectuaron en el Torino Palavela de la ciudad piamontesa. 

## Resultados

### Masculino
| Puesto | Nombre            | País    | Puntos |
| ------ | ----------------- | ------- | ------ |
| Oro    | Daisuke Takahashi | Japón   | 257,70 |
| Plata  | Patrick Chan      | Canadá  | 247,22 |
| Bronce | Brian Joubert     | Francia | 241,74 |

### Femenino
| Puesto | Nombre        | País          | Puntos |
| ------ | ------------- | ------------- | ------ |
| Oro    | Mao Asada     | Japón         | 197,58 |
| Plata  | Yu-Na Kim     | Corea del Sur | 190,79 |
| Bronce | Laura Lepistö | Finlandia     | 178,62 |

### Parejas
| Puesto | Nombre                            | País     | Puntos |
| ------ | --------------------------------- | -------- | ------ |
| Oro    | Qing Pang / Jian Tong             | China    | 212,39 |
| Plata  | Aliona Savchenko / Robin Szolkowy | Alemania | 204,74 |
| Bronce | Yuko Kavaguti / Alexander Smirnov | Rusia    | 203,79 |

### Danza en hielo
| Puesto | Nombre                           | País           | Puntos |
| ------ | -------------------------------- | -------------- | ------ |
| Oro    | Tessa Virtue / Scott Moir        | Canadá         | 224,43 |
| Plata  | Meryl Davis / Charlie White      | Estados Unidos | 223,03 |
| Bronce | Federica Faiella / Massimo Scali | Italia         | 197,85 |

## Medallero
| Núm. | País           | Oro | Plata | Bronce | Total |
| ---- | -------------- | --- | ----- | ------ | ----- |
| 1    | Japón          | 2   | 0     | 0      | 2     |
| 2    | Canadá         | 1   | 1     | 0      | 2     |
| 3    | China          | 1   | 0     | 0      | 1     |
| 4    | Alemania       | 0   | 1     | 0      | 1     |
| 4    | Corea del Sur  | 0   | 1     | 0      | 1     |
| 4    | Estados Unidos | 0   | 1     | 0      | 1     |
| 7    | Finlandia      | 0   | 0     | 1      | 1     |
| 7    | Francia        | 0   | 0     | 1      | 1     |
| 7    | Italia         | 0   | 0     | 1      | 1     |
| 7    | Rusia          | 0   | 0     | 1      | 1     |
|      | TOTAL          | 4   | 4     | 4      | 12    |

| Predecesor: Estados Unidos 2009 | Campeonato Mundial de Patinaje Artístico sobre Hielo 2010 | Sucesor: Rusia 2011 |